# Karl Wilhelm August Porsche
Karl Wilhelm August Porsche (* 2. September 1786 in Zittau; † 14. Mai 1840 in Leipzig) war ein deutscher Jurist und Kommunalpolitiker.

## Leben
Karl Wilhelm August Porsche wurde als Sohn des Johann Christoph Porsche (27. November 1748 in Friedersdorf bei Zittau; † 7. Juni 1798 in Zittau), Oberadvokat in Zittau, und dessen Ehefrau Victoria, geb. Schöps, aus der Familie, die 1705 die gleichnamige Buchhandlung in Zittau begründete, geboren. Sein Bruder Karl Ernst August Porsche (* 1787; † unbekannt) war später Ökonomie-Kommissar sowie Kammer-Kommissionsrat in Dresden.
Er besuchte das dortige Gymnasium (heute: Christian-Weise-Gymnasium) bis 1798; aufgrund des Todes seines Vaters brach er das Gymnasium ab und begann eine Lehre zum Kaufmann in Breslau, aber auch diese Ausbildung brach er bereits 1799 ab, weil er den Wunsch hatte zu studieren. Aus diesem Grund kehrte er nach Zittau zurück und besuchte erneut das Gymnasium, das er dann erfolgreich abschließen konnte. Seine Lehrer waren August Friedrich Wilhelm Rudolph (1771–1826), Johann Gottfried Kneschke (1766–1825), Ferdinand Heinrich Lachmann (1770–1848) und Christian Heinrich Reichel (1734–1807).
1806 begann er an der Universität Leipzig ein Studium der Rechte und Kameralia, hörte u. a. Vorlesungen bei Christian Gottlieb Haubold, und erhielt bei der Prüfung vor der Juristenfakultät das Zeugnis "sehr gut". Während seines Studiums war er als Sekretär bei Professor Christian Daniel Erhard (Peinliches Recht) angestellt und verkehrte im Haus des Anwalts Karl Friedrich Günther, der später zum höchsten sächsischen juristischen Gelehrten einer Hochschule gewählt wurde.
Nach seiner Rückkehr nach Zittau praktizierte Karl August Wilhelm Porsche einige Zeit als Advokat, wurde 1811 Waisenamts-Aktuar (Schriftführer), 1814 Rats-Aktuar und 1817 Stadtschreiber. 1826 wurde er in den Stadtrat gewählt, als Scubinus (Gerichtsschöffe) eingesetzt und er wurde Mitglied der Schulkommission. 
Im Laufe der Zeit erhielt er 18 verschiedene Stellenangebote und schlug alle aus, weil er Zittau nicht verlassen wollte. Erst als ihm 1831 das 19. Angebot von den Leipziger Stadtverordneten, als Stadtrat tätig zu werden, unterbreitet wurde, sagte er zu. 
Kurz nachdem er sein Amt als Stadtrat in Leipzig angetreten hatte, wurde er Vorsteher der Bürgerschule sowie 1834 Vorsteher der städtischen Realschule, die neu gegründet worden war sowie der zweiten Bürgerschule. Er war zuständig für die Verwaltung der Stadtgüter, für die Verschönerung des Rosentals und die Verwaltung des Armenwesens. 
Er gehörte zur Konzertdirektion des Gewandhauses, dessen Sekretär er eine Zeit lang war. 
Er war verheiratet mit Wilhelmine, eine Tochter des Superintendenten aus Eckartsberga Christian Gotthelf Lommatzsch, ihr Bruder war der Annaberger Superintendent Dr. Karl Heinrich Friedrich Lommatzsch (1772–1834) er hatte gemeinsam mit seiner Ehefrau drei Töchter.